# Општина Танасоаја (Вранча)
Танасоаја (рум. Tănăsoaia) општина је у Румунији у округу Вранча.
Oпштина се налази на надморској висини од 86 m.